# Ġgantija
Ġgantija (wymowa maltańska  [dʒɡanˈtiːja]) – stanowisko archeologiczne na wyspie Gozo w Republice Malty, w 1980 roku wpisane na listę światowego dziedzictwa UNESCO. Zachowały się tu dwie megalityczne świątynie, zaliczane do najstarszych wolno stojących budowli na świecie (do odkrycia Göbekli Tepe we wschodniej Anatolii kompleks Ġgantija uważano za najstarsze na świecie świątynie z obrobionych kamieni).
Kompleks świątynny w Ġgantija liczy około 5600 lat, przy czym mniejsza ze świątyń powstała około 150 lat później niż większa. Do naszych czasów zachowały się zewnętrzne mury, miejscami sięgające 6 metrów. Na podstawie rozmiarów wapiennych bloków, ważących niekiedy ponad 50 ton, ocenia się, że świątynie były pierwotnie jeszcze wyższe.
Świątynie były najprawdopodobniej miejscami prehistorycznego kultu płodności.
Świątynia została wpisana na listę National Inventory of the Cultural Property of the Maltese Islands pod numerem 00001.